# Bella Rolland
Bella Rolland (* 11. Juli 1994 in Kalifornien, USA) ist eine US-amerikanische Pornodarstellerin.

## Leben
Als Darstellerin hat sie für Studios wie Evil Angel, Wicked Pictures, Mofos, Jules Jordan Video, Reality Kings, Brazzers, Zero Tolerance, Tushy, Girlsway, Girlfriends Film, Pure Tabu, New Sensations, Blacked, Hard X oder Sweetheart Video, gearbeitet.
Die Datenbank Internet Adult Film Database listet bis Ende 2020 etwas über 100 Beteiligungen an Werken auf, von denen über zwei Drittel sogenannte Web Scenes sind.

## Auszeichnungen
- 2020: NightMoves Award – Best New Starlet (Fan´s Choice)[1]
- 2020: XCritic Awards - Winner: Best New Starlet

## Filmografie (Auswahl)
- 2019: While He Watches
- 2019: Women Seeking Women 166
- 2020: True Anal Love 5
- 2020: First Times & Second Chances 2
- 2020: Reform School Girls 4
- 2020: Girl Crush
- 2020: Sex For Rent 2
- 2020: Swipe Right
- 2020: Lesbian Anal Asses 4
- 2020: Craving Anal 6
- 2020: Creampied Schoolgirls 2
- 2020: Daddy Loves My Big Tits 3
- 2020: Back In The Game
- 2020: Anal Casting 3
- 2020: Babysitters Wanted
- 2020: Perv City University Anal Majors 8
- 2020: Anally Corrupted 3
- 2020: Blacked Raw V27
- 2021: Tushy Raw 21
- 2022: Baby Got Boobs 26
- 2023: Yoga Girls 5
- 2023: Massage Seductions